# Rodrigo Romero
Rodrigo Romero (8 de novembro de 1982) é um futebolista profissional paraguaio , medalhista olímpico de prata.